# George Edmund Street
George Edmund Street (Woodford, 20 giugno 1824 – Londra, 18 dicembre 1881) è stato un architetto inglese.
Stilisticamente, Street era uno dei principali utilizzatori del revival gotico vittoriano. Sebbene principalmente un architetto ecclesiastico, è forse meglio conosciuto come il progettista delle Royal Courts of Justice sullo Strand a Londra.

## Biografia
Street era figlio di un avvocato. Andò a scuola a Mitcham e alla Camberwell Collegiate School, lavorò per un breve periodo per suo padre e dopo la sua morte si trasferì da sua madre e sua sorella a Exeter. Poiché era interessato all'architettura, sua madre lo mise nel 1841 con l'architetto Owen Browne Carter a Winchester. Ha poi trascorso cinque anni con George Gilbert Scott a Londra, dove ha progettato, tra le altre cose, la chiesa di Biscovey in Cornovaglia. Nel 1849 aprì il proprio studio di architettura in Cornovaglia, con il quale principalmente ristrutturò le chiese. Nel 1850 divenne architetto per la diocesi di Oxford e si trasferì a Wantage e nel 1852 a Oxford. Ha realizzato la chiesa di San Filippo e San Giacomo a Oxford e la ristrutturazione della cappella del Jesus College. Durante questo periodo ha rappresentato le conversioni nel senso del primo gotico (Inghilterra, Francia del XIII secolo) ed è stato un oppositore di uno stile troppo eclettico. Dapprima dipinse lui stesso anche i muri delle chiese, ma poco dopo non ebbe più tempo per farlo. Nel 1855 tornò a Londra.
I progetti non realizzati furono il suo contributo al concorso per la Cattedrale di Lilla (secondo premio), per il Foreign Office a Whitehall e un nuovo edificio per la National Gallery. Nella competizione per la Crimean Memorial Church a Istanbul, ha ricevuto il secondo posto, venendo realizzato il suo progetto.
Ha viaggiato molto in Europa per studiare l'architettura gotica ed è stato un eccellente disegnatore. Ha scritto un libro illustrato sulle strutture in mattoni e marmo nel Nord Italia (The Brick and Marble Architecture of Northern Italy, 1855) e l'architettura gotica in Spagna (The Gothic Architecture of Spain, 1865). Ha avviato una variante multicolore del neogotico in Gran Bretagna, ad esempio con mattoni rossi e neri alternati. Questo uso di elementi di stile non inglese fu sostenuto dal critico John Ruskin (che prediligeva il gotico italiano settentrionale) e dagli scritti di Eugène Viollet-le-Duc. Ma ha anche costruito, ad esempio, in stile romanico.
Oltre a Oxford, divenne architetto delle diocesi di Winchester, Ripon e York. Ha costruito le cattedrali di Bristol (navata), Carlisle e Salisbury, la cattedrale di Cristo a Dublino (coro), le chiese di All Saints '(chiesa anglicana) e la Chiesa di San Paolo dentro le Mura (episcopato americano) a Roma ed è stato per esempio Architetto presso Dunecht House nell'Aberdeenshire. Altri suoi edifici ecclesiastici erano St John's a Torquay, All Saints a Clifton, St Savior's a Eastbourne, St Margaret's a Liverpool e St Mary Magdalene a Paddington.
Nel 1868 divenne l'architetto delle Royal Courts of Justice, che tuttavia non furono terminate prima della sua morte nel 1881. La disputa che circonda la costruzione ha contribuito al deterioramento della sua salute.
Nel 1866 divenne socio e nel 1871 membro della Royal Academy of Arts, dove divenne professore di architettura. Fu presidente del Royal Institute of British Architects e membro dell'Accademia delle arti di Vienna e fu nominato Cavaliere della Legion d'onore nel 1878 dopo aver presentato i disegni all'Esposizione Mondiale di Parigi.
Uno dei suoi studenti è stato William Morris. Nel 1888 apparve una biografia scritta da suo figlio.

## Opere
- (EN) Georgiana Goddard King (a cura di), Some Account of Gothic Architecture in Spain, Cambridge University Press, 2017  [1865], ISBN 9781108071161.